# Santa Rosa (ort i Colombia, Bolívar, lat 10,44, long -75,37)
Santa Rosa är en ort i Colombia.   Den ligger i departementet Bolívar, i den norra delen av landet, 700 km norr om huvudstaden Bogotá. Santa Rosa ligger 38 meter över havet och antalet invånare är 10 604.
Terrängen runt Santa Rosa är platt. Runt Santa Rosa är det ganska tätbefolkat, med 239 invånare per kvadratkilometer. Närmaste större samhälle är Cartagena, 16,6 km väster om Santa Rosa. Omgivningarna runt Santa Rosa är huvudsakligen savann.